# Dito Pituba

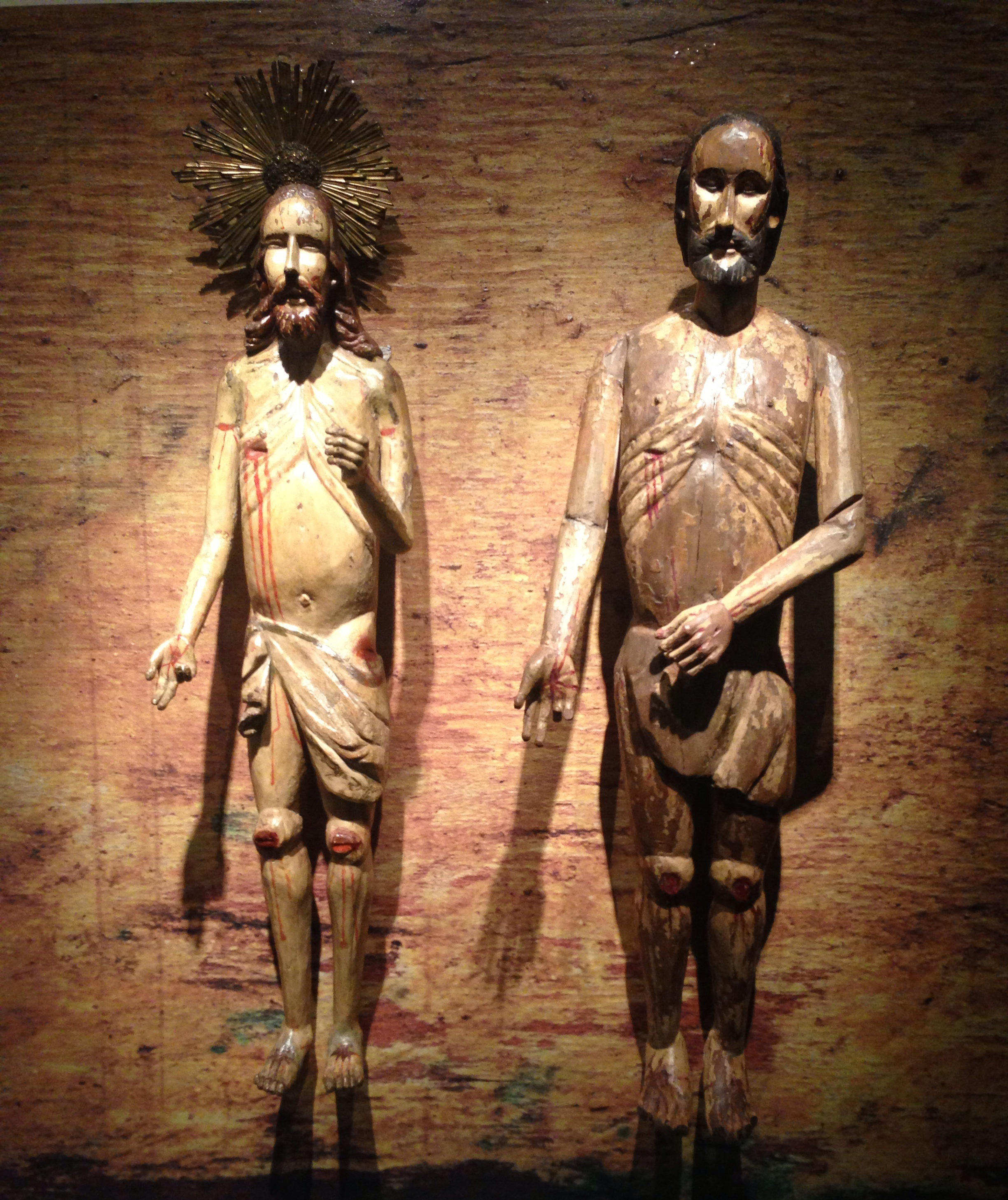
Dois Cristos de grandes dimensões, Museu de Arte Sacra de São Paulo

Benedito Amaro de Oliveira, mais conhecido como Dito Pituba (Santa Isabel, 15 de janeiro de 1848 — 1923) foi um artista brasileiro ativo no Vale do Paraíba, lembrado pela sua grande produção de arte sacra, em particular as estatuetas conhecidas como paulistinhas. 

## Carreira
Começou sua carreira aprendendo com o pai como lavrar escrituras para contratos de compra e venda. Trabalhou como oleiro fazendo telhas decoradas com desenhos, produziu ex-votos e foi pintor decorando oratórios e bandeiras processionais, mas se notabilizou principalmente como santeiro, trabalhando com o barro e a madeira. Não recebeu um preparo formal, desenvolvendo um estilo popular.
Deixou obras de grandes dimensões para várias igrejas no Vale do Paraíba, mas é mais lembrado pela sua produção de paulistinhas, um gênero de estatuetas de pequenas dimensões em barro que foi muito popular no século XIX, desaparecendo depois com a competição das peças de gesso produzidas industrialmente. Pituba foi o último santeiro conhecido a se dedicar a este gênero, e para o historiador da arte Rafael Schunk, foi o seu principal expoente. Ao contrário da prática comum entre os santeiros populares da época, deixou diversos trabalhos assinados.

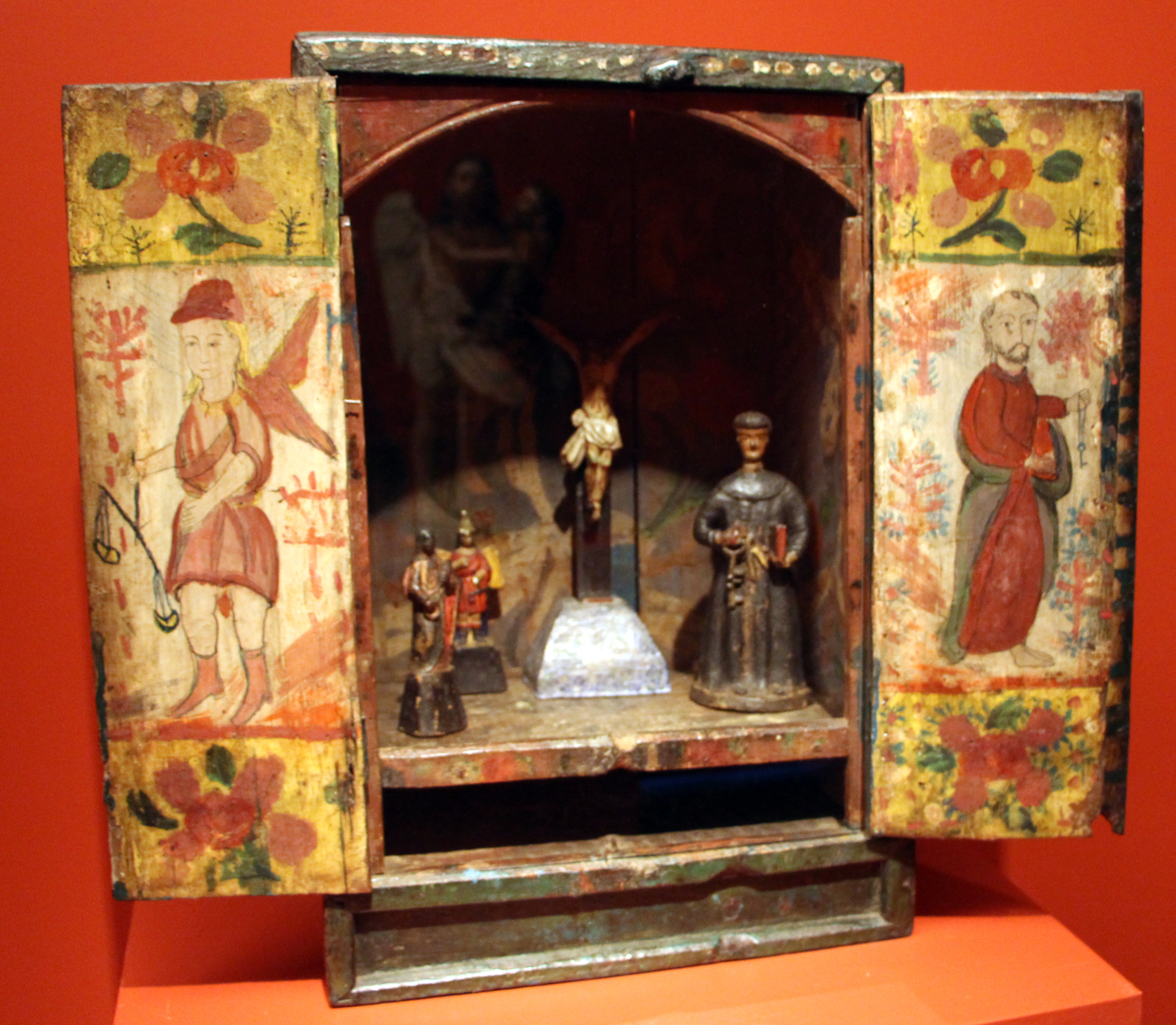
Oratório e paulistinhas de Dito Pituba, 1889. Museu de Arte Sacra de São Paulo

Segundo a pesquisadora Vera Toledo Piza, "foi um dos raríssimos exemplos de santeiros que se dedicaram integralmente à arte religiosa, fazendo desse métier seu único meio de subsistência. Foi ele, também, o responsável pela maior produção de  peças sacras do Vale do Paraíba". Aproveitava todo tipo de material para criar detalhes diferenciados em suas estátuas, como pedaços de couro e papelão, pregos, bolinhas de vidro (para os olhos), tampas de garrafas. Suas imagens em geral têm uma postura rígida, e muitas vezes trazem as mãos e pés desproporcionalmente grandes, o que para o historiador Eduardo Etzel faz uma referência "às características do caboclo descalço, andarilho incansável pelas morrarias de Santa Isabel e de suas mãos grosseiras, que na labuta agrícola lhe garantiam a subsistência". O artista preparava as tintas e pintava suas estátuas com uma camada espessa, o que acentua seu aspecto rústico. Etzel acrescenta: 
"O estudo da obra de Dito Pituba nos deu o exemplo da interpretação popular da arte sacra. Vimos como se inspirou nas imagens e gravuras preexistentes e como aos poucos passou da cópia à afirmação da própria maneira de interpretar. Um artista sacro popular como Pituba é um produto do meio em que vive, daí ser até certo ponto polivalente. Tendo que satisfazer sua clientela, pinta ex-votos e faz oratórios que abrigarão as imagens criadas por ele mesmo".
Tem obras no Museu de Antropologia do Vale do Paraíba, no Museu de Arte Sacra de São Paulo, que possui uma coleção de cerca de 300 peças, e em coleções privadas, que têm sido cedidas para exposições em museus. Segundo o MASSP, Pituba destacou-se entre os santeiros de sua geração, e de acordo com a Secretaria de Comunicação Social de Barueri, "é considerado um dos maiores santeiros populares do Brasil", com um trabalho que "representa a cultura caipira como desdobramento da sociedade bandeirista".

## Algumas exposições
- Dito Pituba. Estação Tiradentes do metrô de São Paulo, organizada pelo Museu de Arte Sacra de São Paulo, 2004, individual.[12]
- Arte e Cultura do Vale do Paraíba Paulista. Palácio Boa Vista de Campos de Jordão, 2011, coletiva.[13]
- A Arte Sacra na Terra dos Bandeirantes. Museu Municipal de Barueri, 2012, coletiva.[10]
- Uma Assinatura na Arte Anônima: Dito Pituba. Museu de Arte Sacra de São Paulo, 2013, individual.[11][14]
- Santeiros Populares Paulistas. Museu Janete Costa de Niterói, 2016, coletiva.[15]
- Paulistinhas: imagens de um vale histórico. Sesc São José dos Campos, 2016, coletiva.[2]
- 1º Salão Paulista de Arte Naïf. Museu de Arte Sacra de São Paulo, 2021, coletiva.[16][17]
- 3ª Bienal Internacional de Arte Naïf. Museu Municipal de Socorro, 2021, coletiva.[18]
- Devoções Populares: arte sacra, naif, mística e religiosa. Museu de Arte Sacra e Diversidade Religiosa de Olímpia, 2022, coletiva.[9]

## Homenagens
A Sala de Arte Sacra de Santa Isabel foi batizada com seu nome. Foi homenageado em 2021 no espetáculo Santo de Casa, promovido pelo Centro de Estudos Teatrais de Santana, produzido pela Cia Cultural Bola de Meia e dirigido por Jacqueline Baumgratz. Foi um dos homenageados no Projeto Santa Isabel 190 anos: Memórias, organizado pela Prefeitura de Santa Isabel para valorizar a memória coletiva e os diálogos do passado com a modernidade.